# جاكوب ابن حبيب
جاكوب ابن حبيب (بالإسبانية: Yaʿaḳov Ben-Shelomoh Ibn-Ḥaviv)‏ هو حاخام إسباني، ولد في 1445 في سمورة في إسبانيا، وتوفي في 1516.